# 義肢

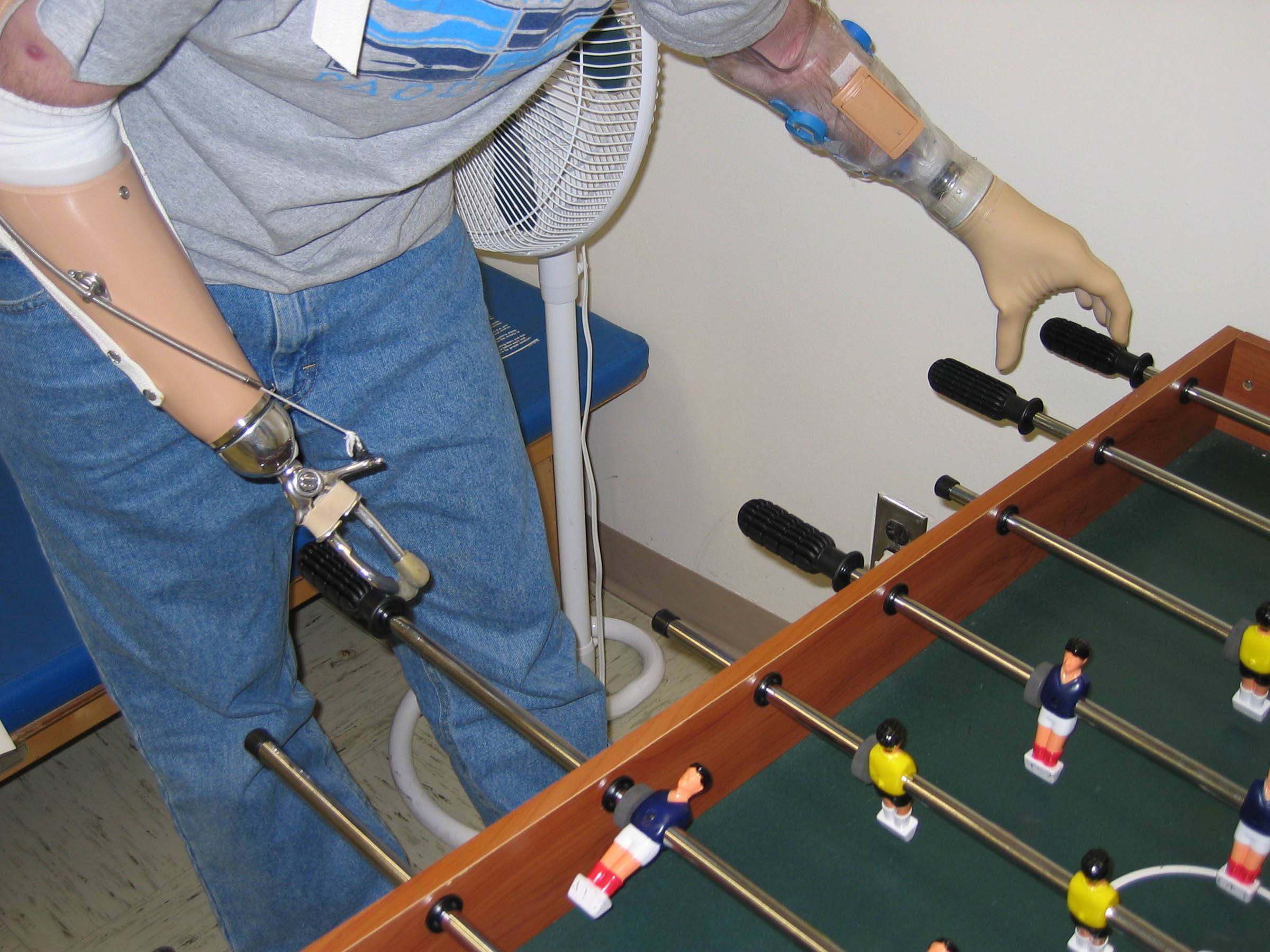
義手でテーブル・フットボールをプレーする米国陸軍の軍人

義肢（ぎし）とは、平たく言えば「人工の手足」のことであり、患者が失った四肢の外見や機能を補うために使う器具を指す。
上肢に用いる義肢を「義手」、下肢に用いる義肢を「義足」と呼ぶ。
義肢は古くから存在したが、そのありようが大きく進歩したのは第一次世界大戦以降である。

## 歴史

### 紀元前

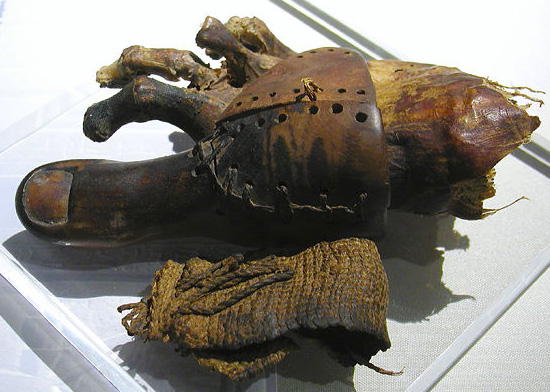
古代エジプトで使用されていたと考えられている木製の義指

義肢の歴史は古く、紀元前から四肢を失った人のために作られていた。
義肢の登場する最も古い記録は “Rig Veda” の中でViśpalāという女性が金属製（Ralph T. H. Griffith（英語版）によれば鉄製）の下腿義足を用いた、という記述であるとされている。
一方、現在発見されている世界最古の義肢は、エジプト・テーベの墓地遺跡で発見された右母趾用の木製の義足である。これは紀元前950年 - 710年に生存していたTabaketenmutという祭司の娘のものである。欠損部位を補うための単なるアクセサリーではなく、体重をかけて移動できるように設計されている。
ほかには、1858年にイタリア・カプアの古墳から発掘された下腿義足（通称：Capua Leg (英語版）)がある。これは木と銅から作られていた。時期は紀元前300年頃、Samnium戦争の頃である。この義足の現物はイギリス・ロンドンのイングランド王立外科医師会に保存されていたが、第二次世界大戦の空襲で焼失し、現在はレプリカが同じくロンドンのサイエンス・ミュージアムに保存されている。

### 中世時代

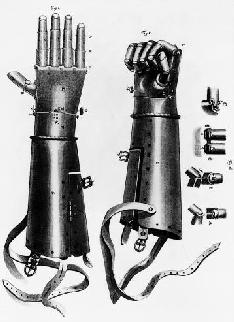
ゲッツが使用した鋼鉄の義手、ホルンベルク城に現存しており、詳細な図面が残っている

1500年ごろのヨーロッパでは戦争で手足を失うことが多かったが、義手や義足を使用して騎士や軍人を続けた人物が多数居た。ヨーロッパでは代表的な人物として鉄腕ゲッツの異名をとったゲッツ・フォン・ベルリヒンゲンが居る。ゲッツの自伝には義足の騎士も登場しており、義肢を使用していた騎士はかなりいたと思われる。
ゲッツの使用していた義手は高度なギミックが組み込まれていて、剣や槍を握って戦うことが出来たと自伝に記されている。実際にヨーロッパでは手足をなくした傷痍軍人にとってゲッツの話に元気付けられることは多く、ゲーテの戯曲としても有名であることから四肢切断者へのケアとして現在でも引き合いに出される。
なお、当時は義肢と医学との関連は薄く、同時代の著名な医学書にも義肢についての記述は見受けられない。日本でも義肢に関する史料はほとんど無いが、最古の物として、1818年以前の物と考えられる義足が残っている。日本で記録に残っている最古の義肢の使用者は、歌舞伎役者の三代目澤村田之助である。彼は四肢を切断するも、アメリカ製の義肢を用いて舞台に立ち続けた。

### 近代
19世紀以降は、無煙火薬の発明による銃弾の高速化、地雷の普及によって手足を失う傷痍軍人が急増した。しかし、航空機(飛行兵)などの乗物を操る兵種においては、交戦中の負傷で隻腕・隻脚となっても義肢を装着して戦列に復帰する例が複数見られた。第二次世界大戦では、大日本帝国陸軍の檜與平、ドイツ第三帝国のハンス・ウルリッヒ・ルーデル及びハンス・シュウィルブラット、大英帝国のダグラス・バーダーらが、義足で航空機に乗り戦い続けた義足のエースとして著名である。
こうした飛行兵の中でも、アメリカ合衆国のバート・シェパードは、1945年のベルリン攻防戦の折に撃墜され右足を失うも、ドイツ降伏後に帰国した同年中に大リーグワシントン・セネタースの投手として復帰した義足の大リーガーとしての事績で知られており、同年に隻腕の野手としてセントルイス・ブラウンズでプレーしたピート・グレイ共々、第二次世界大戦で傷痍軍人となった多くの人々に勇気を与えた。日本では、名古屋軍の西村進一が、従軍により隻腕となり現役続行を断念するも、1948年より京都・平安高校の監督に転身し、1951年の第33回全国高等学校野球選手権大会で同校を全国優勝に導き、その後も隻腕の監督としてアマチュア野球界で長く活躍した記録が残る。

### 現在

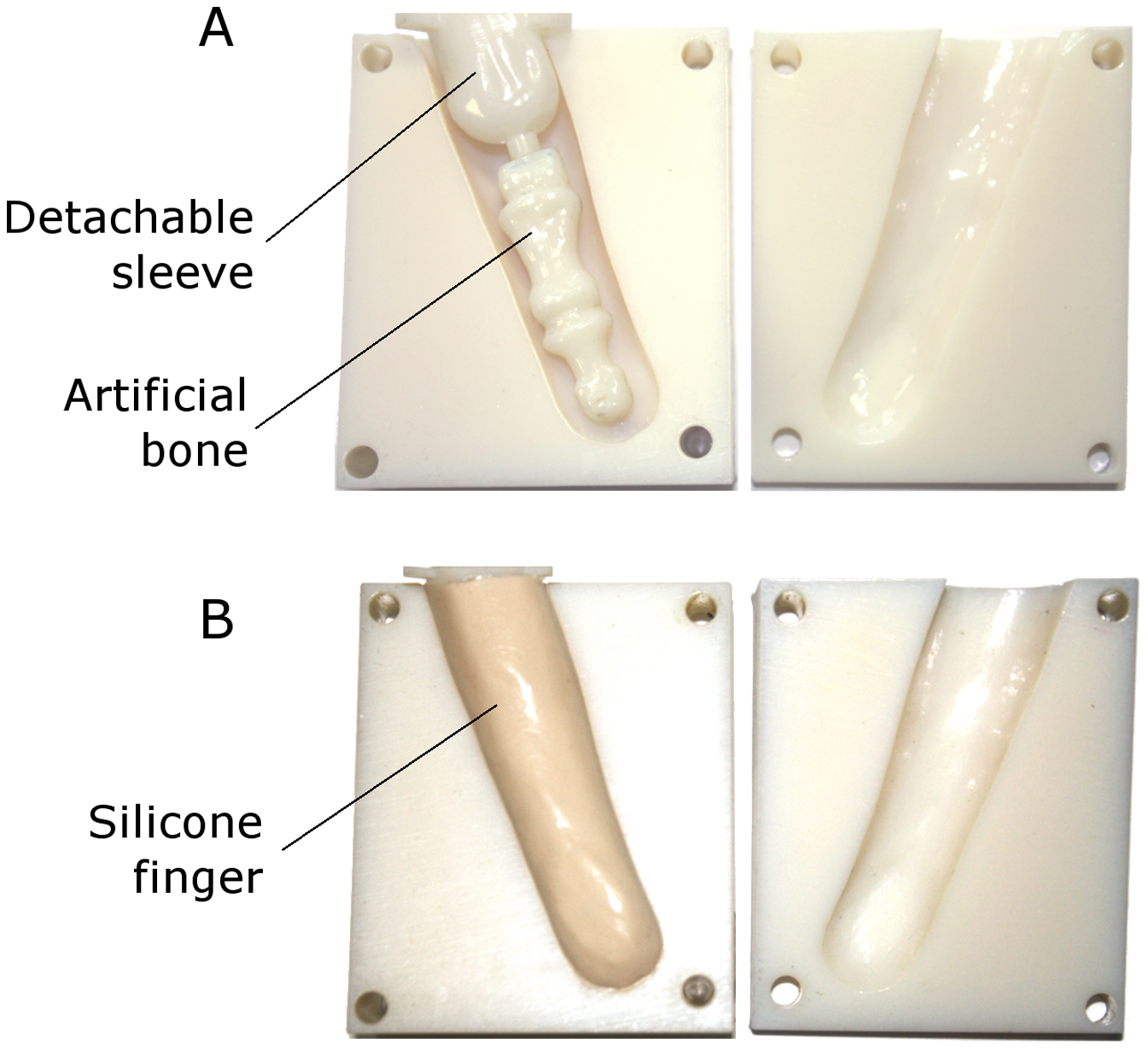
最新技術を使用して、健常者の指と変わらない見た目を持つ義指

外装
ゴムやシリコーンを用いて、本物の肉体に近い仕上がりとする技術がある。労働災害などで失った指や、乳癌で切除した乳房の代わりの人工乳房など、欠損部位の外観再現を積極的に行うものはエピテーゼとよばれる。
足部
歩くためではなく、走ったり跳んだりといった高負荷活動を目的とした部品が存在する。装着者と義肢装具士の共同作業によって完成されたスポーツ用義肢が数多く登場してきており、パラリンピックなどのスポーツイベントでも数多くみることができる。健常者に肉薄する成績をもつ選手もいる。詳しくはオスカー・ピストリウスの項を参照。近年は球技では陸上競技ほど著名な義足選手は登場していないが、日本では2003年の第85回全国高等学校野球選手権大会に愛媛・今治西高より左足義足の曽我健太が出場、義足の高校球児として話題を呼んだ。また、かつてのアマチュアレスリング日本代表選手でプロレスラーの谷津嘉章は、2019年に糖尿病の影響で壊死が進んだ右足を膝下から切断したが、2021年に右足に義足を付けてプロレスラーとして復帰した。さらには2023年には義足を外して健常者のレスリング選手権に出場するなど、障がい者レスリングの啓発活動に努めている。
そのほか、筋電義手、コンピュータ制御膝継手、コンピュータ制御足部、触覚を伝える義肢など、高機能、高性能の義肢パーツが登場してきている。3Dプリンターの登場により、オーダーメイドの義肢が低コストで制作されるようにもなった。

## 義肢の機能
部品としての機能はもちろん、装着感や重量にも注意が払われる。たとえば欠損率の大きい四肢を補う場合、多機能化で複雑なパーツを使用せず、単純な構造とすることがある。
義足の場合では一般に、膝関節の有無で活動レベルに大きな違いが出る。膝関節が残っていると屈伸運動が可能であるため、脛より下は単純な棒で代用されることもある。この場合では、訓練次第で走ることも可能となる。
しかし、膝関節を喪失している場合、屈伸する機能を膝継手として義足側に持たせなければならず、この膝義足が体重を支えられなければ立つことができない。しかし膝が曲がらなければ歩き難く、走ることは困難である。このように膝機能の有無は義足に求められる機能も決定的に異なり、装着者の生活の質に大きく影響することから、膝上から足を切断する必要があった場合に、切断した足の踵を流用し水平方向に180度反転して膝上大腿に接ぎ膝と同じ機能を持たせた移植手術（ローテーション）が行われた例もある（腫瘍の転移があった場合はできない）。
義手には手の機能の代用として「カギ爪」のようなものも存在するが（ピーター・パンに出てくるフック船長の腕を思い出すとよい）、後腕の筋肉で操作するピンセットのような「物をつまむ」ことが可能な義手や、さらには筋電位測定とマイクロコンピュータを利用して、モーターの力で実際の手のように掴んだり離したりの動作が可能な筋電義手も開発・実用化されている。
最新の物では、直接神経に接続された電極で神経電位を計測、訓練すれば自分の腕のように操作できるタイプも登場しており（スターウォーズのアナキンの腕やルークの腕を思い出せば良い）、これらではコンピュータ制御により、触覚すらあるという。

## 義手
義手（ぎしゅ）は、義肢の一種である。

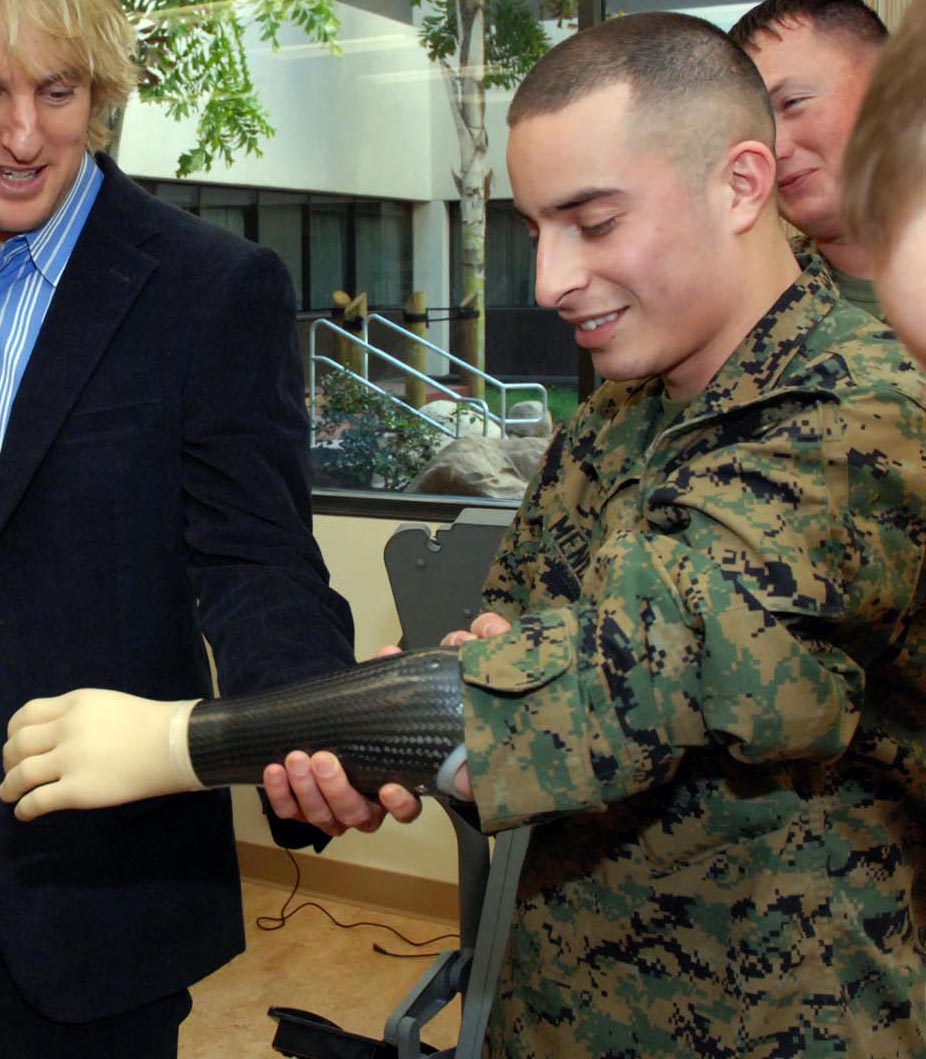
筋電義手を装着したアメリカ海兵隊の兵士。左の人物はオーウェン・ウィルソン。

上肢の切断後、機能・外観の再現を目的に装着する義肢で、目的により、装飾用と作業用に分類される。病院で医師の処方・リハビリ計画に基づき、義肢装具士が製作する。
身体障害者福祉法による補装具、または労働災害補償が受けられる。
装着にいたる原因は後天的なケースが多く、労災や交通事故など外傷性によることが多い。実用性がなくとも、とりわけ小指の有無は“縁切り”をさすものとしての一定の偏見があるため、社会が装着を要求するという面もある。
外装にはシリコーンゴムなどによる仕上げを行うが、基本的に単色であるため、肌の微妙な変化は再現できない。血管の浮き出しや手指特有の色の変化を再現したい場合、つまり本物そっくりにしたい場合は、仕上げを実費負担する必要がある。
義手を装着している架空の有名人物としては、ジェームス・マシュー・バリーの『ピーター・パン』のフック船長がいる。

### 目的別分類
- 装飾用義手：外観の再現を目的としたもの
- 能動式義手：ハーネスなどを用い、身体のほかの部分を活用して任意動作を可能としたもの
- 作業用義手：特定の作業に特化させたもの

装飾用義手は表面をシリコン素材を中心に仕上げ、外観の保持を目的とする。芯材をいれば、指に表情をつけることもできる。一本だけなら、キャップを填めるようにつけることができる。
能動式義手は樹脂を中心に製作し、反対の肩にまでかかるハーネス（8の字のたすきがけをイメージ）を利用して、ものをつかむ・はなす（把持）動作を再現する。
作業用義手は、目的優先のため、必ずしも人体の形状をしている必要がない。肘関節より遠位の切断であれば、手首をアタッチメント式にして、必要な道具を交換したりすることもある（料理など）。
そのほかに、筋肉の収縮に使用される微弱な神経電流を感知し、つかむ・はなすという把持動作をモーター駆動の部品で再現する筋電義手が存在する。筋電の任意検出ができない人には使えないため、万人向けではない。

### 製作部位別分類
- 指：義指
- 手：手義手
- 前腕：前腕義手
- 上腕：上腕義手
- 肩：肩義手（肩関節離断用肩義手）
- フォークォーター切断用肩義手

## 義指
義指は指を切断した人が装着する人工の指。

## 義足

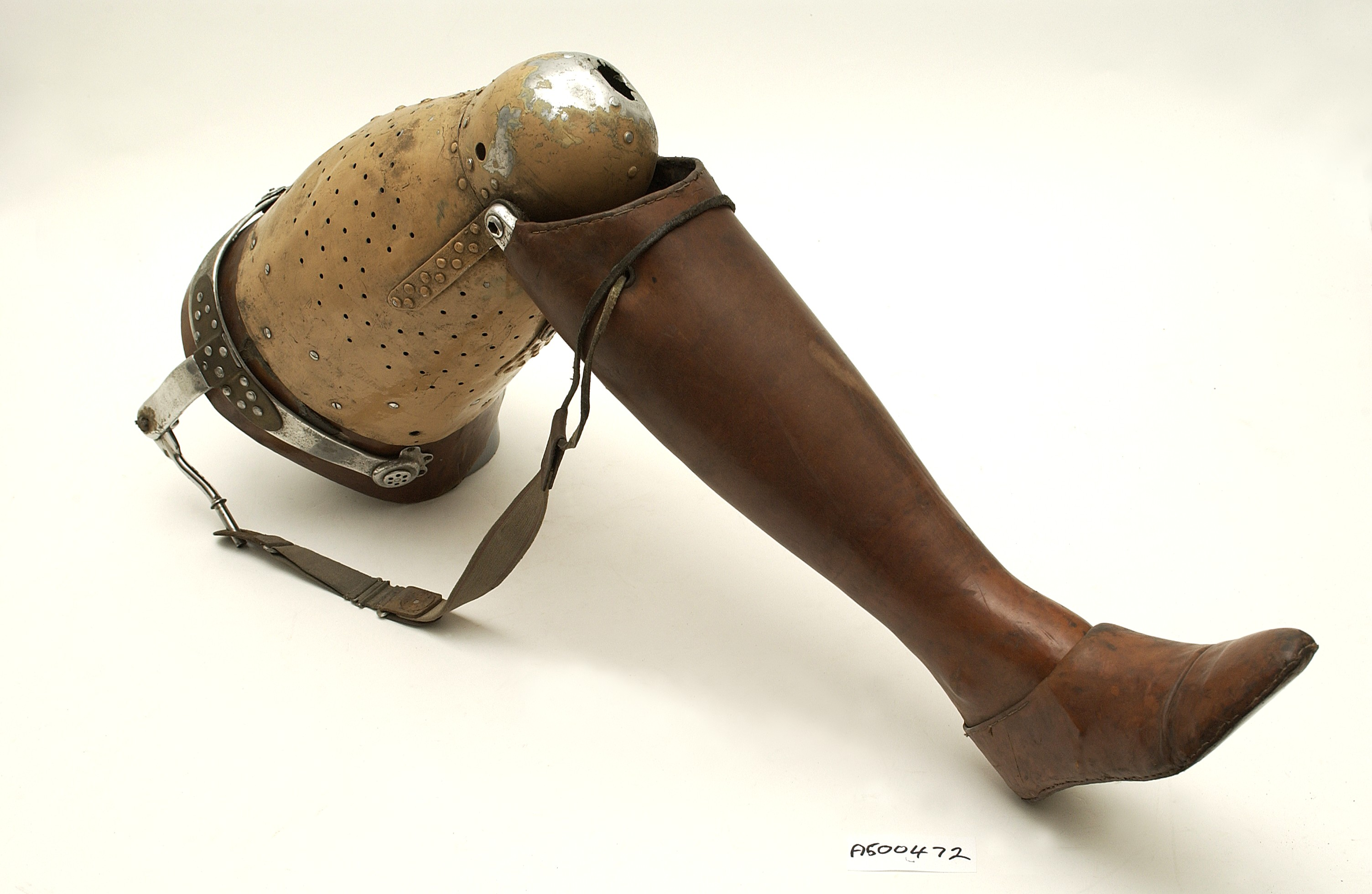
義足

義足（ぎそく）とは、人工の足のことである。下肢切断者が装着する。
病院で医師の処方・リハビリ計画に基づき、義肢装具士が製作する。下肢の切断後、機能の再現を目的に装着する義肢で、目的により、訓練用・常用・作業用に分類される。
費用については健康保険、身体障害者福祉法による補装具、または労働災害補償が受けられる。
戦争被害を受けた発展途上国では、残された地雷の被害者による義足の需要が増えており、各国の義肢メーカーがボランティア支援を行っている。

### 構造

#### インターフェイス 身体との接合

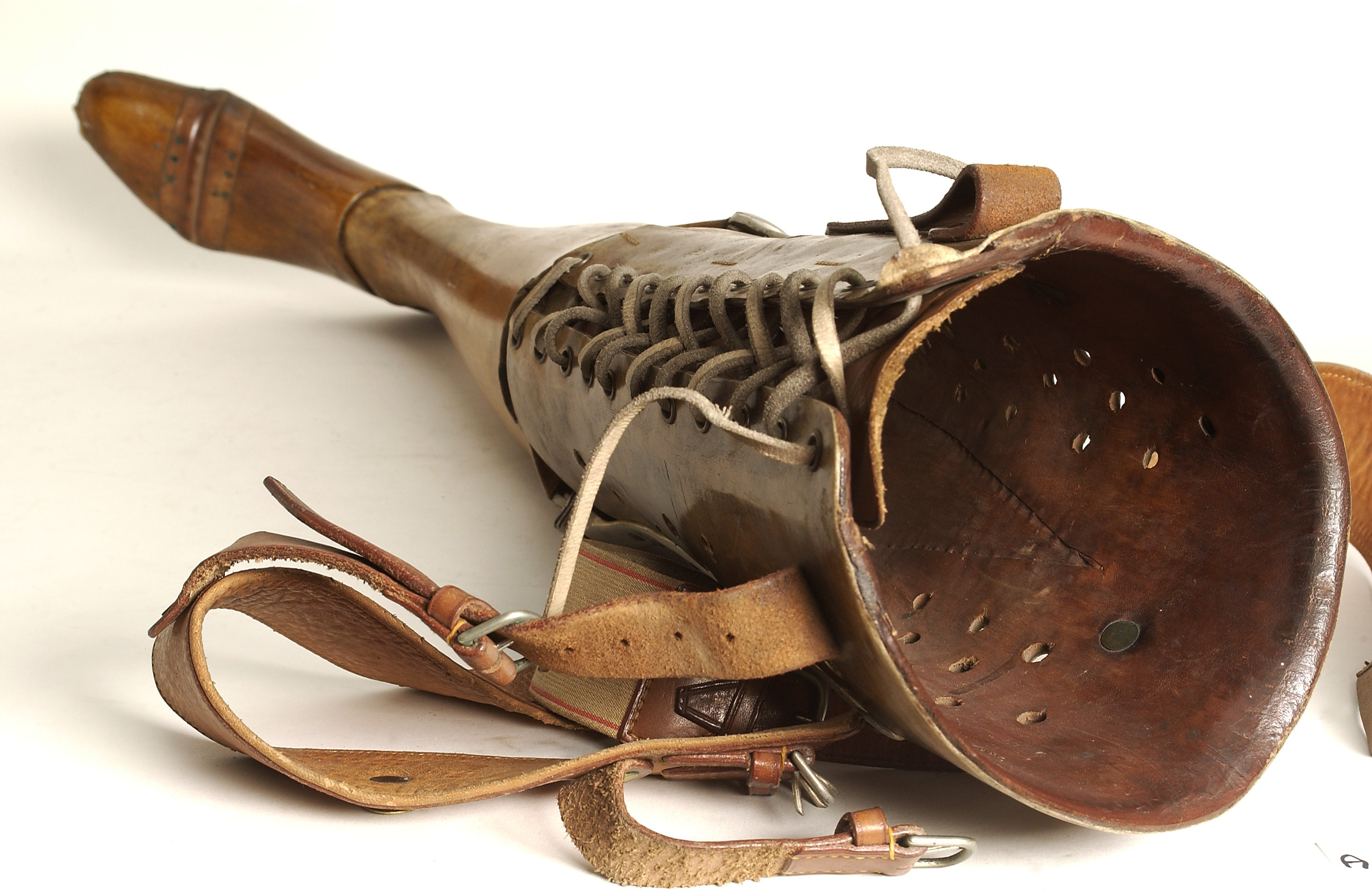
ソケット側からみた義足

ソケットの形式は、切断肢の高さ・形状から決定される。身体との接合素材には、綿で作られた断端袋（厚手の靴下のようなイメージ）が用いられてきた。近年では、吸着式と呼ばれる空気の陰圧を用いて直履きするタイプや、シリコーンを用いたものが普及しはじめている。一方、殻構造義足は構造がシンプルでわかりやすいことから、古くからのユーザーには根強い人気がある。
ソケットは、短期においては体調・体重変化、長期においては加齢による肉体の変化により、いずれ不適合となる。とくに切断直後の形状・周径はどんどん変化するため、訓練用義肢は短期間で不適合になるのが一般的で、更生用義足は切断肢の安定を見計らって製作されることになる。

### 分類
歩行能力を得るための「機能的義足」と、外観を取り戻すための「装飾用義足」とに大別できるが、装飾用は歩行機能がないため、助成対象にはならない。希望者は自費作成することがある。

#### 機能的義足
機能的義足は、「殻構造義足」と「骨格構造義足」の2つに分類できる。骨格構造義足には、ピラミッドアダプターと呼ばれる世界共通の規格がある。交換が容易で、高機能なパーツが多数存在することから、近年主流になっている。

#### 装飾用義足
装飾用は歩行機能がないため、助成対象にはならない。

#### 部位別分類

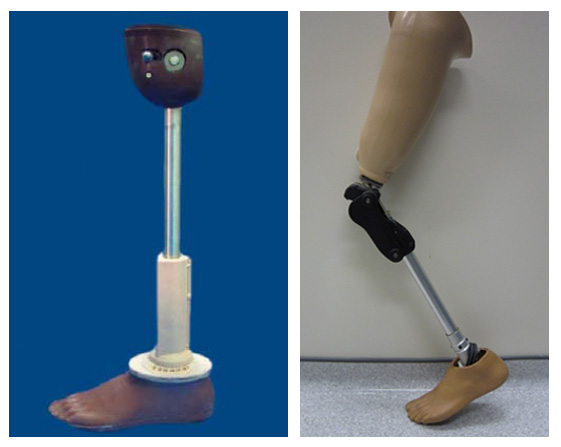
残存関節に対応した各義足

切断肢がどれだけ残存しているかによって義足に求められる性能なども変化する。断端までの長さによって細かな差があるが、残存する関節を基準とした分類が存在する。
- 足指を切断した患者が用いる足指義足
- 足（foot）を切断した患者が用いる中足義足
- 足首関節で切断した患者が用いる果義足
- 脛を切断した患者が用いる下腿義足
- 膝関節で切断した患者が用いる膝義足
- 大腿部を切断した患者が用いる大腿義足
- 股関節で切断した患者が用いる股義足
- 骨盤を切除した患者が用いる骨盤義足

足指義足や中足義足は足袋の形をしたものが多い。一般に残存している部分が少ないほど歩行能力獲得までに時間がかかる。特に膝の有無による影響は大きい。

### 装着の適合
長期間（数か月以上）にわたり快適に装着し続けるためには、本人の自己管理能力が問われる。
- 義足の非装着時には弾力包帯（伸縮性のある包帯）を巻くことで、断端に常に一定の圧迫をかけ、形状変化を最小限にする努力が必要である。これを怠ると軟部組織が肥大し、義足を装着できなくなることがある。
- 糖尿病患者は人工透析の影響による水分量の変化により、断端形状の収縮・肥大といった変化が問題となる。
- 体脂肪は断端を不安定にする原因となる。また、過剰な肥満に伴う体重変化は断端周径を大きく変化させ、不適合の原因となりやすい。

このように、自己管理能力に問題がある患者、物理法則を無視した自己中心的な患者は、適合・完成までに難渋する傾向がみられる。本人の感覚評価によらず、適合を客観的に判断する、明確なガイドラインの設定が求められる。
仮に切断肢が安定しない場合は、退院後も定期的に病院で調整を続けることが必要になる。医療的判断から再切断にいたるケースもある。また、歩行能力が獲得されない場合、車椅子の使用や、松葉杖を利用しての片脚歩行（片脚が健在の場合）を検討する。近年では断端への負担を減らすために、サドルに座る形で用いる義足もある。

### ギャラリー

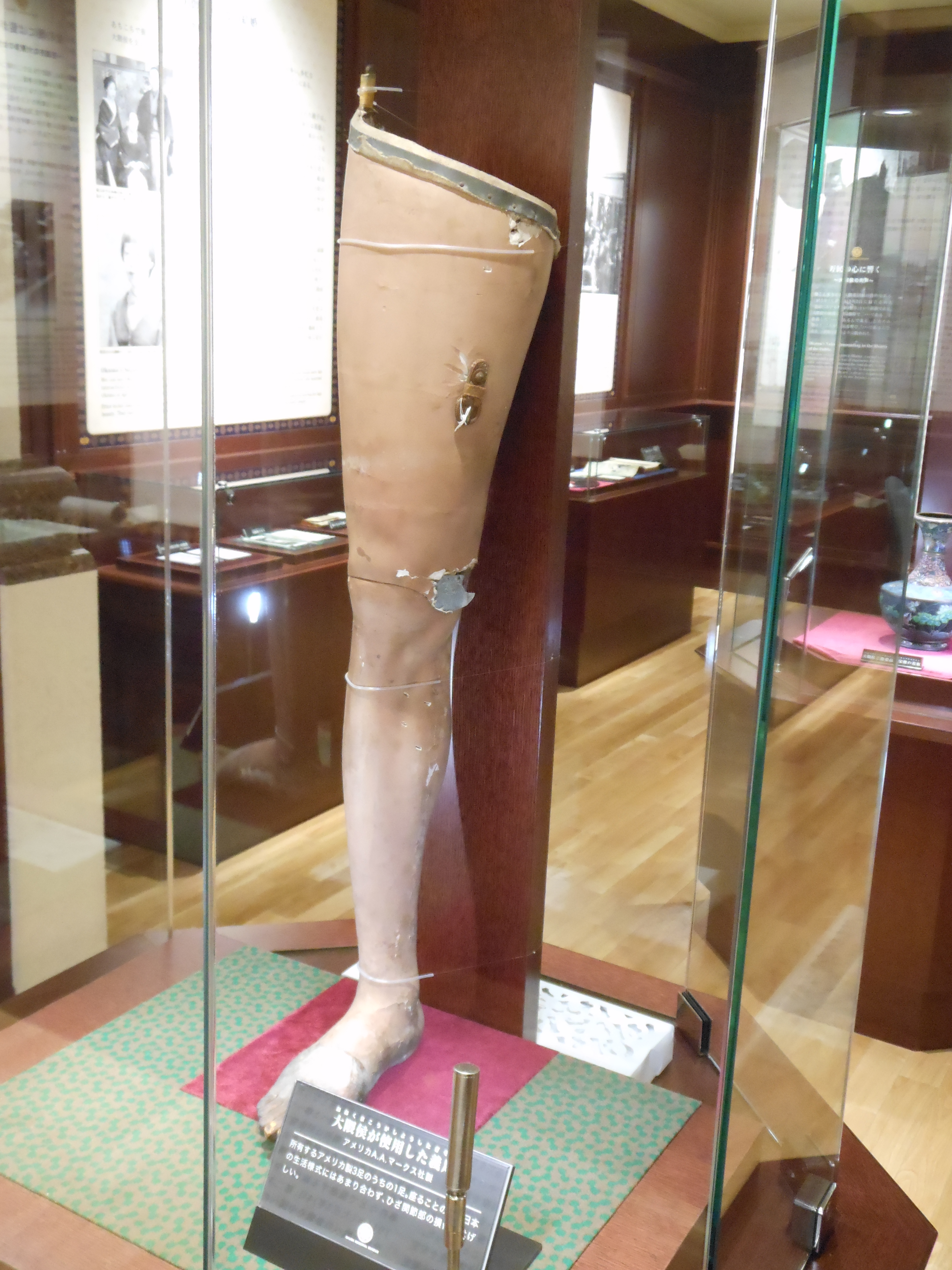
1889年10月18日の襲撃事件で右脚を失った大隈重信が使用した義足（佐賀市・大隈記念館）
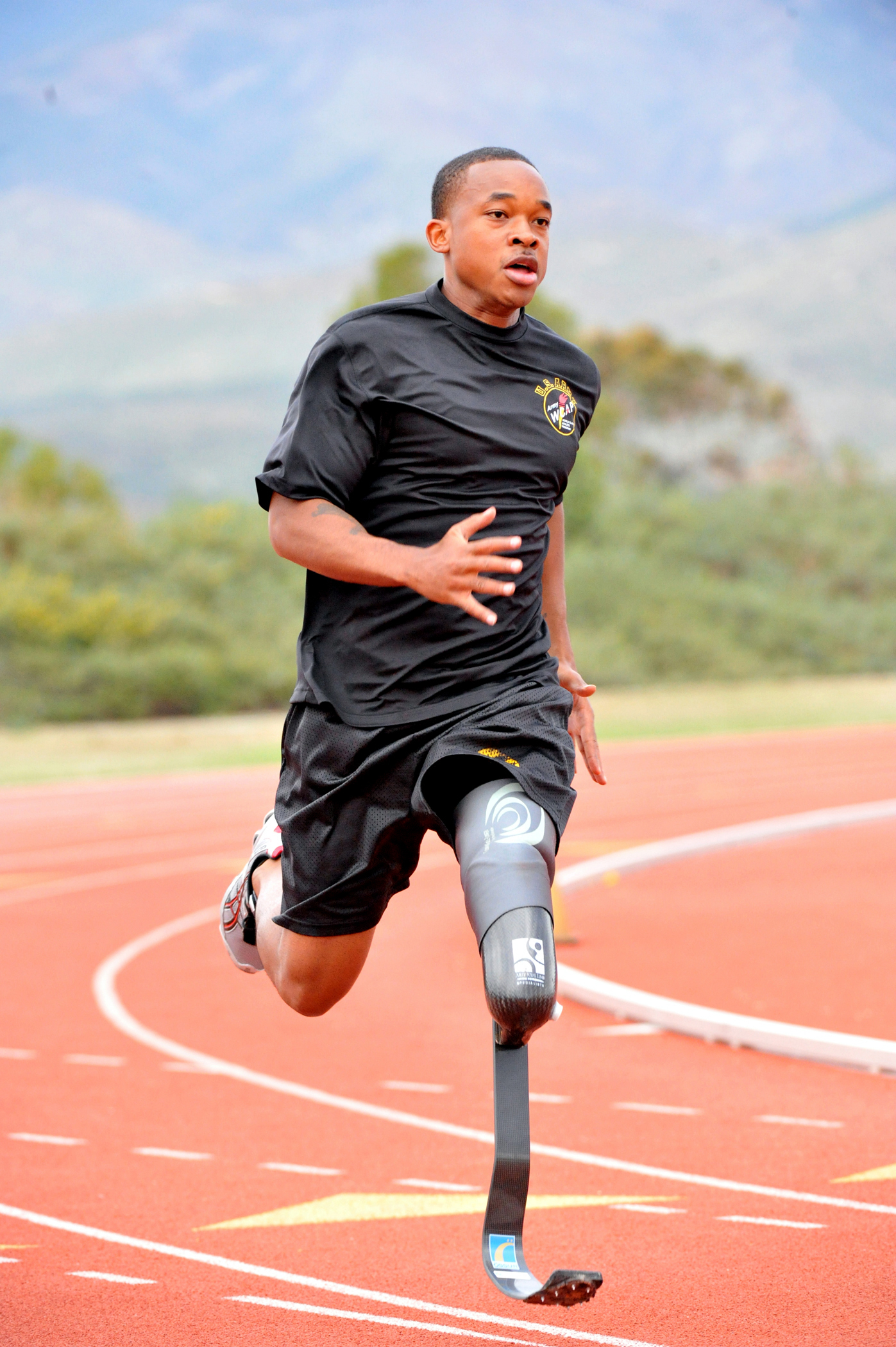
競技用義足（前） （アメリカ陸軍のジェロード・フィールズ軍曹。100mを12秒台で走り、数々の大会にて優勝。）
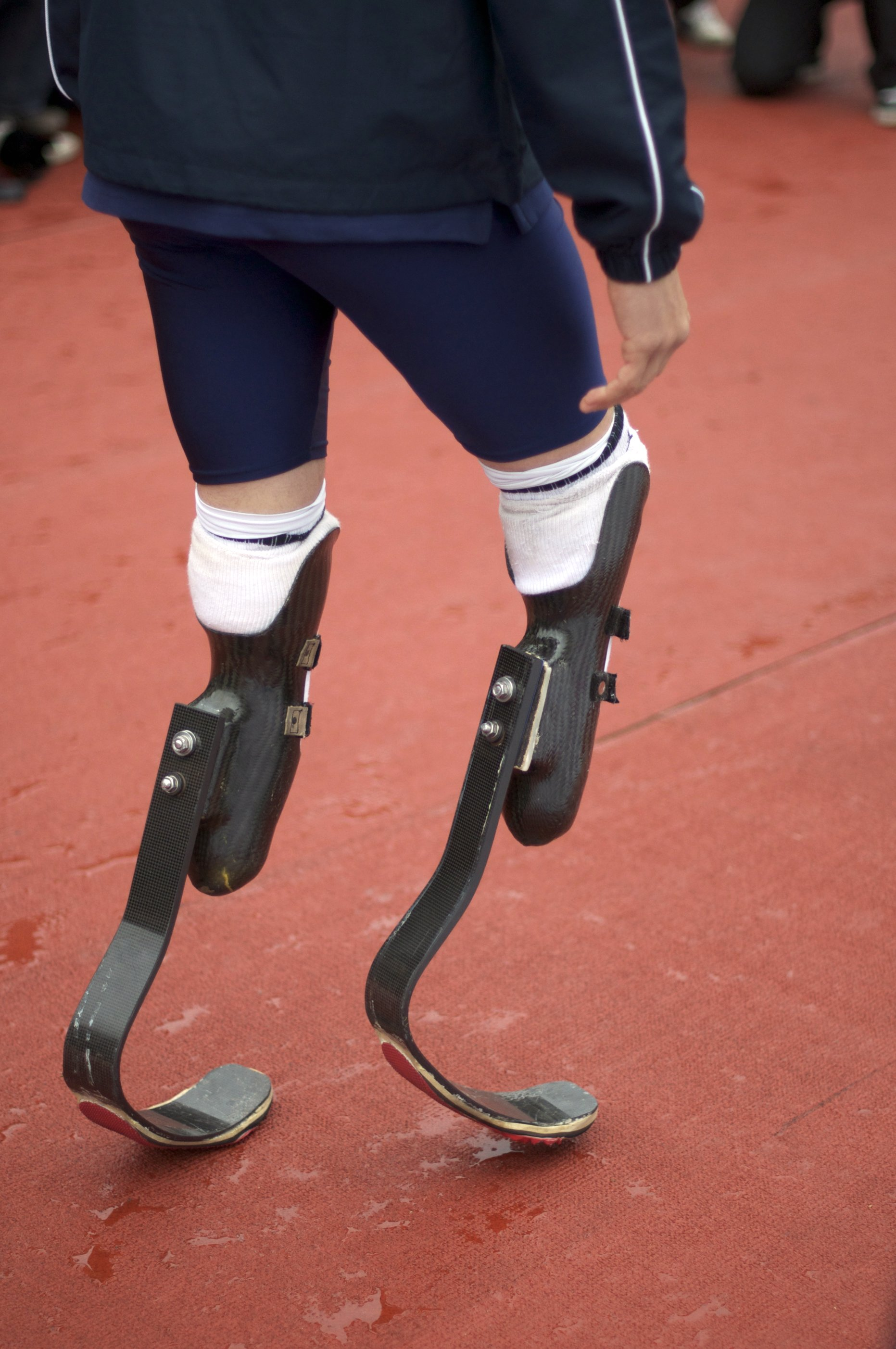
競技用義足（後） （オスカー・ピストリウス）
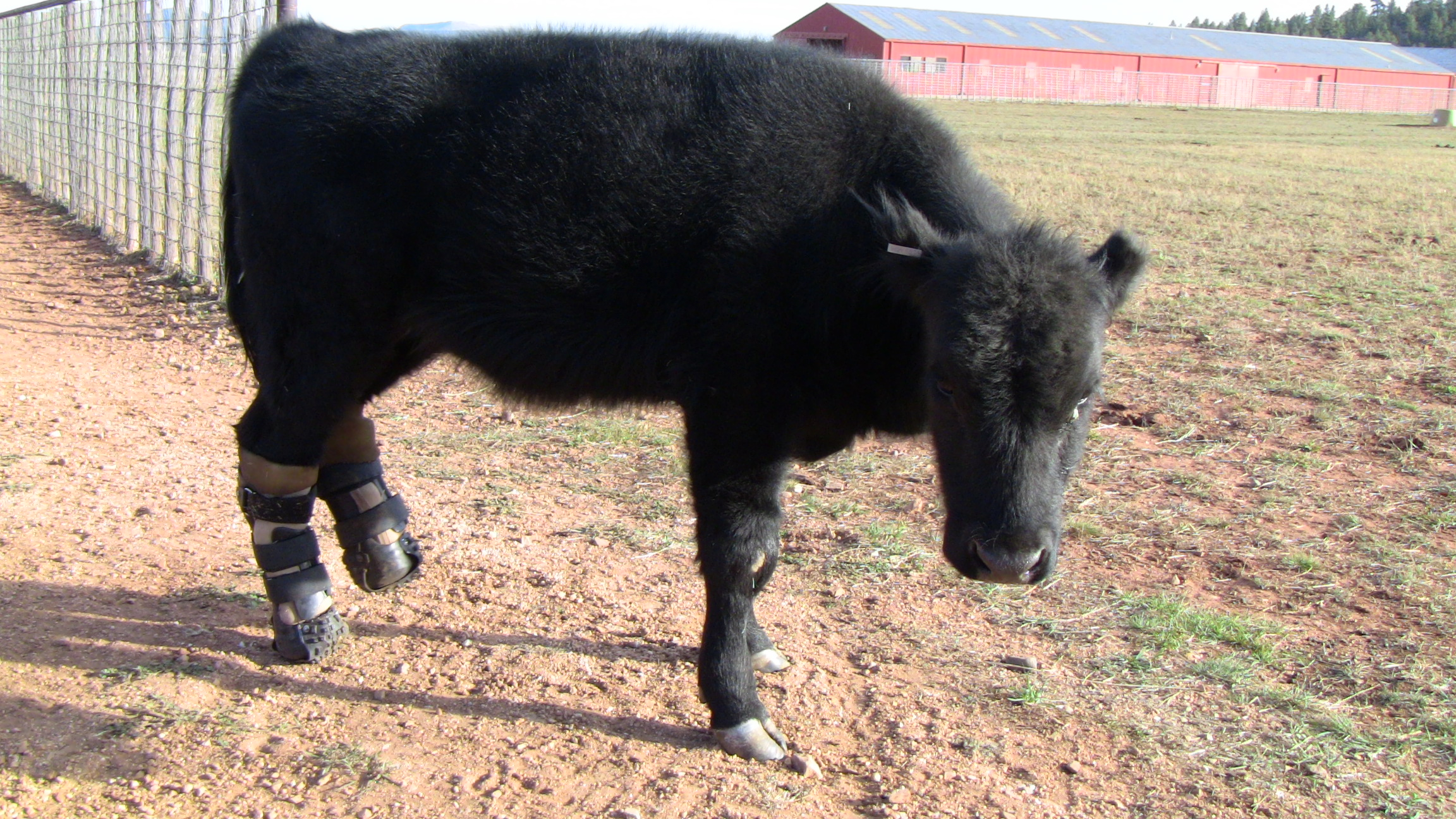
両方の後脚に義足を装着した牛「メドウ」

## 竹の義肢
発展途上国の人々のため、竹の義肢の開発が進められている。